# Be On Top
Be On Top，是日本的音樂組合(二代目)J Soul Brothers的第3張單曲。於2008年11月19日起於EXILE mobile限量銷售。

## 解說
- (二代目) J Soul Brothers 的第3張單曲。
- 只在EXILE mobile中銷售，沒有在一般的CD店舖銷售。
- 「Be On Top」是劇集「越狱III：救赎」主題曲

## 曲目

### DISC1
1. Be On Top
(作詞：michico / 作曲：T.Kura, michico / 編曲：T.Kura)
劇集「越狱III：救赎」主題曲。
收錄於專輯「J Soul Brothers」第9首歌曲。
2. IT'S ALRIGHT
(作詞・作曲・編曲：lil' showy)
收錄於專輯「J Soul Brothers」第4首歌曲。
3. Be On Top (Instrumental)
4. IT'S ALRIGHT (Instrumental)

### DISC2
1. Be On Top (Video Clip)

## 收錄專輯
- J Soul Brothers（M-1、2）